# Lick the Tins
Lick the Tins foi uma banda de música celta, folk rock e rock alternativo estabelecida em Londres, que atuou de meados ao final da década de 1980. Seu nome originou-se de um apelido atribuído a um velho vagabundo pelas crianças da cidade natal de um dos membros da banda, Ronan Heenan. O grupo é conhecido principalmente pela versão cover da canção Can't Help Falling in Love.

## Carreira
Can't Help Falling in Love permaneceu dois meses na parada musical UK Singles Chart, no ano de 1986. Enquanto a versão de Elvis Presley da canção era longa e calma, a versão elaborada pela banda se tornou tão rápida e vibrante que sua duração ficou reduzida a menos de três minutos. Como resultado, três polcas foram acrescentadas ao final da faixa a fim de que esta atingisse o tamanho desejado.
Can't Help Falling in Love estreou no filme irlandês The Snapper. Uma versão remix do single, produzida por Steven Hague, também apareceu no filme Alguém Muito Especial, do cineasta John Hughes.
A banda gravou outros dois singles menores, Belle of Belfast City and In the Middle of the Night, após o lançamento dos quais Simon Ryan deixou o grupo e foi substituído por Martin Hughes, outro integrante nascido na província irlandesa de Ulster. Os Lick The Tins tocaram em circuitos universitários e casas noturnas por mais um ano, antes de a banda terminar.

## Membros
- Alison Marr – vocal, tin whistle
- Ronan Heenan – vocal, guitarra
- Simon Ryan / Martin Hughes – bateria
- Aidan McCroary – baixo, teclados

## Discografia

### Álbum
- 1986: Blind Man on a Flying Horse[3]

### Singles
- Can't Help Falling in Love
  - Bad Dreams (B-side)
- Belle of Belfast City
  - Calliope House (B-side)
- In the Middle of the Night
  - It Looks Like You (B-side)
  - Road to California